# Trocheo
Il trochèo (chiamato dagli antichi anche coreo o corio) è un piede usato nella poesia greca e latina. Si compone di un elementum longum e di un elementum anceps (schematicamente ∪∪X) che nella sua forma pura si realizza ed è conosciuto come — ∪. In base alla codificazione della metrica classica, si tratta di un piede di tre morae, bisillabo, di ritmo discendente, e appartenente al γένος διπλάσιον, in quanto la proporzione tra arsi e tesi è 2:1.

## Origini
Gli antichi designavano il trocheo tanto con il nome τροχαῖος trochâios (dal verbo τρέχειν, tréchein, correre) che χορεῖος chorêios, (da χορός, chóros, danza), in relazione alle caratteristiche ritmiche del metro, che si presta tanto al movimento rapido che alla danza. I primi versi trocaici a noi noti compaiono in Archiloco.

## Uso
Come il giambo anche il trocheo è normalmente contato in metri o sizigie; la soluzione degli elementa di arsi e tesi rende possibile la sostituzione del trocheo con
- il tribraco (∪ ∪ ∪)
- lo spondeo, frequente: nelle sizigie è di solito ammessa solo nel secondo piede, formando uno schema — ∪ — —)
- l'anapesto (∪ ∪ —)
- il dattilo (— ∪∪) eccezionalmente.

Quando questi piedi compaiono in sostituzione del trocheo, metro di ritmo discendente, il loro tempo forte cade sempre sulla prima sillaba.
Inoltre il trocheo, come il giambo, è soggetto a sincope o ad anaclasi in alcuni schemi metrici complessi, dando origine alle seguenti variazioni:
- per sincope:
- per anaclasi

I versi trocaici più lunghi, in particolare il tetrametro trocaico, sono usati nella poesia recitata, sia dai giambografi, che nelle parti recitate della commedia e della tragedia: anzi, secondo la testimonianza di Aristotele, questo uso del tetrametro trocaico sarebbe più antico rispetto al trimetro giambico, che lo soppianta in epoca classica. I κῶλα trocaici sono usati inoltre anche nella poesia lirica corale, e nelle parti liriche della tragedia.

## Versi trocaici

### Monometro trocaico
— ∪ — ∪
Il monometro trocaico compare principalmente in periodi eterogenei, come le strofe eolocoriambiche. Può ammettere varie forme di risoluzione in uno o entrambi i piedi e talvolta appare come clausola alla fine di un periodo.
Es. Ἄμμε πότμος (Pindaro, Nemea VI, 6b)
Quando appare  nella forma — ∪ — — (equivalente all'epitrito secondo) è uno dei costituenti base dei versi dattilo epitriti.
Il monometro trocaico catalettico è, nella sua forma — ∪ — equivalente a un cretico: lo si incontra a fianco di altri κῶλα più estesi, prevalentemente dello stesso metro, e soprattutto in clausola.

### Tripodia trocaica
— ∪ — ∪ — ∪
La tripodia trocaica è rara: tutti i κῶλα trocaici che sembrano averne l'aspetto sono in realtà degli itifallici (vedi sotto).
Es. Εἰ δὲ δή τιν' ἄνδρα (Pindaro, Olimpica I, 54)
La forma catalettica, al contrario è molto più frequente, sia nella forma standard che con varie sostituzioni:
— ∪ — ∪  —
A causa della sua somiglianza con il docmio, tale metro è chiamato ipodocmio, e si trova spesso in associazione con i metri docmiaci. Questo però non è il suo unico uso: lo si può incontrare anche ripetuto κατὰ στίχον come verso indipendente, o in connessione con versi eolo-coriambici.
Es. πορφύρεα φάρεα (Euripide, Ippolito, 126)

### Dimetro trocaico
Il dimetro trocaico nella sua forma acataletta è il κῶλον di cui ordinariamente sono composti i periodi e sistemi trocaici.

#### Dimetro trocaico acataletto
— ∪ — X | — ∪ — ∪
Es. κλαύσεταί τις τῶν ὄπισθεν (Aristofane, Vespe, 1327)
Questo verso si incontra spesso tanto nella commedia che nella tragedia; solo o in unione con il dimetro trocaico catalettico; solo in Sofocle è raro. Ammette in genere un ampio numero di sostituzioni; rari i casi di sincope, con o senza protrazione. Può apparire in serie di cola trocaici, in unione con versi eolo-coriambici, o nei dattilo epitriti. I casi di sincope, con o senza protrazione, sono rari; si possono invece verificare casi di anaclasi, con un dimetro che inizia così con un giambo
— ∪ — ∪ diviene ∪ —  — ∪
È un metro di uso antico, che si trova già in Alcmane.

#### Dimetro trocaico catalettico o lecizio
— ∪ — X | — ∪ ∪
Il dimetro trocaico catalettico è un verso di ampio uso, sia in sistemi con il dimetro trocaico acataletto che in sistemi misti. È anche detto lecizio o euripideo, per il famoso passaggio delle Rane di Aristofane, (v. 1200 e seguenti) in cui il poeta ridicolizza il trimetro giambico euripideo aggiungendo dappertutto, dopo la cesura, la formula
ληκύθιον ἀπώλεσεν (ruppe la boccetta),
formula che è, appunto, un dimetro trocaico catalettico.
Questo κῶλον si incontra già in Archiloco, che lo usò in un asinarteto, preceduto da un dimetro giambico; è presente in Alcmane e nella lirica corale, e nella poesia drammatica; può essere usato come verso indipendente o strettamente associato al colon successivo. In generale, comunque, non ammette molte soluzioni.
Talvolta, il piede iniziale può subire anaclasi (così in Euripide, Le troiane, v. 560 segg.).
Il κῶλον è utilizzato da Plauto come tetrapodia piuttosto che come dimetro, mentre Orazio imita più da vicino l'uso greco usandolo nel cosiddetto "sistema ipponatteo" in coppia con il trimetro giambico catalettico in Carm. II, 18

#### Dimetro trocaico brachicatalettico oitifallico
— ∪ — ∪ — —
Nel dimetro trocaico brachicatalettico, anche il penultimo piede perde la sua arsi. Questo κῶλον è tradizionalmente noto con il nome di itifallico, in quanto utilizzato nei canti delle processioni per il dio della fertilità.
Es. δεῦρο δηῦτε Μοῖσαι (Saffo, fr. 84 B)
La sua forma potrebbe far pensare a una tripodia, ma poiché lo si incontra anche in responsione con dimetrici trocaici acataletti, si deve pensare a una sincope del penultimo piede.
I suoi usi sono molteplici: esso compare come secondo elemento di molti asinarteti o come clausula alla fine di sistemi di κῶλα trocaici e non.
Tale verso ammette soluzioni nel primo metro e il qualche caso anaclasi (anche se in tal caso si confonde con un dimetro bacchiaco).

### Pentapodia trocaica
— ∪ — X  — ∪ — X — ∪
La pentapodia trocaica è un metro che appare piuttosto raramente.
Es. Ἱμέρῳ χρίσασ' ἄφυκτον οἰστόν (Euripide, Medea, 634)
Appena un po' più frequente è la sua versione catalettica:
— ∪ — X  — ∪ — ∪ —
Entrambi appaiono solo nei periodi e sistemi lirici; le sostituzioni in genere non sono molte.
Es. νῦν πρόπεμπ' ἀπ' οὐρανοῦ θόαν (Bacchilide, XVII, 55)

### Trimetro trocaico
— ∪ — X | — ∪ — X | — ∪ — ∪
Anche il trimetro trocaico acataletto non è un verso di uso molto comune. Non compare mai come verso stichico, ma è usato occasionalmente nei periodi trocaici, anche se spesso in tali contesti viene considerato un monometro + un dimetro.
Es. δεῖ δὲ ταύτης τῆς ὕβρεως ἠμῖν τὸν ἄνδρα (Aristofane, Tesmoforiazuse, 465)
Nella sua forma epitritica
— ∪ — — | — ∪ — — | — ∪ — ∪
si incontra nei dattilo epitriti. Questo schema è definito dagli scolii metrum stesichorium (dal poeta arcaico Stesicoro).
Es. ἀφθόνων ἀστῶν ἐν ἰμερταῖς ἀοιδαῖς (Pindaro, Olimpica VI, 7)

#### Trimetro catalettico
— ∪ — X | — ∪ — ∪ | — ∪ —
si incontra più di frequente. La sua prima attestazione è in Archiloco; appare in seguito insieme ad altri κῶλα trocaici in sistemi lirici.
Es. Ζεῦ πάτερ γάμον μὲν οὐκ ἐδαισάμην (Archiloco, fr. 99 B)

### Tetrametro trocaico
.
— ∪ — X | — ∪ — X || — ∪ — X | — ∪ ∪
È il verso principale delle parti dialogate dei drammi sia greci che latini. Nel dramma latino il verso è chiamato settenario trocaico, ammettendo sostituzioni in tutte le sedi. La forma più documentata è quella catalettica, che deriva da una forma acataletta di origine lirica.

### Pentametro trocaico
— ∪ — X | — ∪ — X |— ∪ — X | — ∪ — X | — ∪ ∪
Callimaco sperimenta in un suo epigramma questo tipo di verso
Es. Ἔρχεται πολὺς μὲν Αἰγαῖον διατμήξας ἀπ' οἰνηρῆς Χίου (Callimaco, Frag. 400 Pfeiffer)

### Settenario trocaico
Fu un verso tipico del teatro arcaico latino; lo schema metrico è il seguente:
— X | — X | — X | — X || — X | — X | — ∪ x
Es. Saepe tritam saepe fixam saepe excussam malleo (Plauto, Menecmi, 403)